# Svjetsko prvenstvo u rukometu – DR Njemačka 1958.
Svjetsko prvenstvo u rukometu 1958. održano je u DR Njemačkoj od 27. veljače do 8. ožujka.  Sudjelovalo je 16 reprezentacija, a svjetski prvaci su postali Šveđani.

## Prva faza natjecanja

### Grupa A
- Švedska - Španjolska 31:11
- Poljska - Finska 14:14
- Španjolska - Finska 19:16
- Poljska - Švedska 14:19
- Poljska - Španjolska 25:11
- Švedska - Finska 27:16

| Reprezentacija | Utakmica | G.R.  | Bodovi |
| -------------- | -------- | ----- | ------ |
| Švedska        | 3        | 77:41 | 6      |
| Poljska        | 3        | 53:44 | 3      |
| Španjolska     | 3        | 41:72 | 2      |
| Finska         | 3        | 46:60 | 1      |

### Grupa B
- SR Njemačka - Luksemburg 46:4
- Norveška - Francuska 17:13
- Norveška - Luksemburg 41:8
- SR Njemačka - Francuska 32:12
- Francuska - Luksemburg 41:8
- SR Njemačka - Norveška 19:9

| Reprezentacija | Utakmica | G.R.   | Bodovi |
| -------------- | -------- | ------ | ------ |
| SR Njemačka    | 3        | 97:25  | 6      |
| Norveška       | 3        | 67:40  | 4      |
| Francuska      | 3        | 66:57  | 2      |
| Luksemburg     | 3        | 20:128 | 0      |

### Grupa C
- Čehoslovačka - Island 27:17
- Mađarska - Rumunjska 16:16
- Island - Rumunjska 13:11
- Čehoslovačka - Mađarska 26:11
- Mađarska - Island 19:16
- Rumunjska - Čehoslovačka 13:21

| Reprezentacija | Utakmica | G.R.  | Bodovi |
| -------------- | -------- | ----- | ------ |
| Čehoslovačka   | 3        | 74:41 | 6      |
| Mađarska       | 3        | 46:58 | 3      |
| Island         | 3        | 46:57 | 2      |
| Rumunjska      | 3        | 40:50 | 1      |

### Grupa D
- Danska - Brazil 32:12
- SFR Jugoslavija - Austrija 35:8
- Austrija - Brazil 24:12
- SFR Jugoslavija - Danska 12:20
- Danska - Austrija 22:18
- SFR Jugoslavija - Brazil 22:9

| Reprezentacija  | Utakmica | G.R.  | Bodovi |
| --------------- | -------- | ----- | ------ |
| Danska          | 3        | 74:42 | 6      |
| SFR Jugoslavija | 3        | 69:37 | 4      |
| Austrija        | 3        | 50:69 | 2      |
| Brazil          | 3        | 33:78 | 0      |

## Glavna runda

### Grupa 1
- SR Njemačka - Mađarska 22:15
- Čehoslovačka - Norveška 21:10
- Norveška - Mađarska 23:21
- Čehoslovačka - SR Njemačka 17:14

| Reprezentacija | Utakmica | G.R.  | Bodovi |
| -------------- | -------- | ----- | ------ |
| Čehoslovačka   | 3        | 64:35 | 6      |
| SR Njemačka    | 3        | 55:42 | 4      |
| Norveška       | 3        | 42:61 | 2      |
| Mađarska       | 3        | 47-71 | 0      |

### Grupa 2
- Danska - Poljska 22:15
- Švedska - SFR Jugoslavija 26:9
- Poljska SFR Jugoslavija 9:7
- Švedska - Danska 13:12

| Reprezentacija  | Utakmica | G.R.  | Bodovi |
| --------------- | -------- | ----- | ------ |
| Švedska         | 3        | 64:35 | 6      |
| Danska          | 3        | 55:42 | 4      |
| Poljska         | 3        | 42-61 | 2      |
| SFR Jugoslavija | 3        | 47-71 | 0      |

## Finalne utakmice
| Utakmica                   | Rez.  |
| -------------------------- | ----- |
| Za 7. mjesto               |       |
| Mađarska - SFR Jugoslavija | 24:16 |
| Za 5. mjesto               |       |
| Poljska - Norveška         | 20:18 |
| Za 3. mjesto               |       |
| SR Njemačka - Danska       | 16:13 |
| Finale                     |       |
| Švedska - Čehoslovačka     | 22:12 |

## Konačan plasman
| SP 1958. | SP 1958.        |
| -------- | --------------- |
|          | Švedska         |
|          | Čehoslovačka    |
|          | SR Njemačka     |
| 4.       | Danska          |
| 5.       | Poljska         |
| 6.       | Norveška        |
| 7.       | Mađarska        |
| 8.       | SFR Jugoslavija |
| 9.       | Francuska       |
| 10       | Island          |
| 11.      | Austrija        |
| 12.      | Španjolska      |
| 13.      | Rumunjska       |
| 14.      | Finska          |
| 15.      | Brazil          |
| 16.      | Luksemburg      |

## Vanjske poveznice
- Statistika IHF-a  Arhivirana inačica izvorne stranice od 15. kolovoza 2012. (Wayback Machine)